# والپاق سیلو پونتا
والپاق سیلو پونتا (به اسپانیایی: Wallpaq Sillu Punta) یک کوه در پرو است که در Peru, Ancash Region واقع شده‌است. والپاق سیلو پونتا ۴٬۶۰۰ متر بالاتر از سطح دریا واقع شده‌است.